# NGC 4045
NGC 4045 (również NGC 4046, PGC 38031 lub UGC 7021) – galaktyka spiralna z poprzeczką (SBa), znajdująca się w gwiazdozbiorze Panny. Jest to galaktyka z aktywnym jądrem.
Odkrył ją William Herschel 20 grudnia 1784 roku. 10 kwietnia 1863 roku obserwował ją też Heinrich Louis d’Arrest, a jego obserwacja została skatalogowana przez Johna Dreyera w katalogu NGC jako NGC 4046. Jak się później okazało – d’Arrest błędnie obliczył deklinację obiektu, dlatego uznał, że odkrył nowy obiekt. Choć już sam d’Arrest zasugerował, że NGC 4045 i NGC 4046 mogą być obserwacjami tego samego obiektu, astronomowie z Mount Wilson Observatory przyjęli, że NGC 4046 to słabiej widoczna galaktyka CGCG 013-049 położona dalej na wschód, zaś stosowna poprawka do katalogu NGC ukazała się w pracy Dorothy Carlson z 1940 roku. Opis obiektu sporządzony przez d’Arresta nie pozostawia jednak wątpliwości, że jest to identyfikacja błędna i w rzeczywistości obserwował on tę samą galaktykę co Herschel, czyli NGC 4045.
W galaktyce tej zaobserwowano supernową SN 1985B.